# William J. Youden
William John Youden, né le 12 avril 1900 à Townsville en Australie et mort le 31 mars 1971 à Washington, aux États-Unis, est un statisticien américain d'origine australienne qui a formulé de nouvelles techniques statistiques dans l'analyse statistique et dans la conception d'expériences.

## Biographie
Né le 12 avril 1900 à Townsville en Australie, William John Youden émigre en 1907 avec sa famille aux États-Unis et s'installe à Niagara Fall, dans l'État de New York, où il fréquente l'école publique locale. Pendant ses études secondaires, la famille déménage à Rochester, dans l'État de New York, et l'année suivante, il s'inscrit à l'Université de Rochester. En 1921, il obtient son baccalauréat en génie chimique.
William J. Youden développe le « carré de Youden », une conception de bloc incomplet développée à partir d'un article de 1937, « Utilisation de réplications de blocs incomplets dans l'estimation du Virus de la mosaïque du tabac ». Il contribue également à introduire le concept de randomisation restreinte, qu'il appelle randomisation contrainte,,,. Il conçoit l'indice de Youden comme une mesure simple résumant les performances d'un test de diagnostic binaire,.
En 1951, il est élu membre de l'American Statistical Association. La Société américaine de statistique décerne le prix WJ Youden pour les tests interlaboratoires aux auteurs « de publications qui apportent des contributions exceptionnelles à la conception et/ou à l'analyse de tests interlaboratoires ou décrivent des approches ingénieuses pour la planification et l'évaluation des données de ces tests ». Le prix est décerné chaque année lors des Joint Statistical Meetings.
En 1967, William J. Youden est président de la Philosophical Society of Washington, une organisation scientifique.